# Stefan Parkman

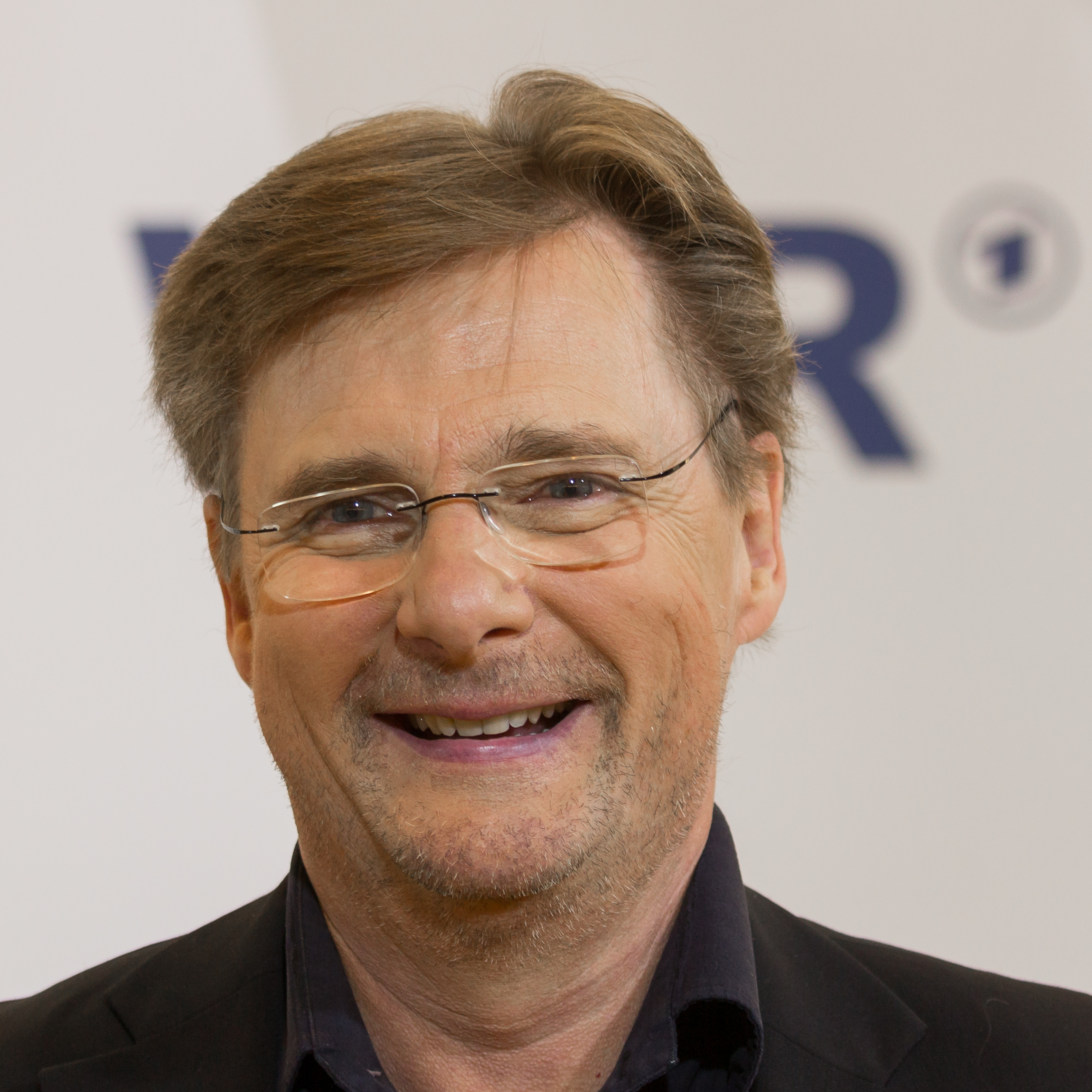
Stefan Parkman, 2014

Carl Stefan Martin Parkman (* 22. Juni 1952 in Uppsala, Schweden) ist ein schwedischer Dirigent, Hochschullehrer und Chorleiter.

## Leben
Parkman wuchs in seiner Geburtsstadt auf und studierte an der Universität Uppsala Gesang und Dirigieren. Er übernahm im Alter von 24 Jahren 1976 die Leitung des Knabenchors am Dom zu Uppsala. Mit diesem Chor, den er bis 1988 leitete, unternahm er mehrere Konzertreisen im Ausland. Seit 1983 ist er der Dirigent des Uppsala Akademiska Kammarkör und war gleichzeitig für einige Jahre der Leiter des Königlichen Philharmonischen Chors in Stockholm.
1989 bis 2002 war Parkman Chefdirigent des Dänischen Radiochors und danach bis 2005 des Schwedischen Radiochors. Seit 1998 wurde er zum Leiter der Königlichen Schwedischen Musikakademie ernannt. Er hat in den letzten zwei Jahrzehnten zahlreiche skandinavische Orchester dirigiert, sowie Chor- und Opernaufführungen in Europa und den USA geleitet. 2010 leitete er die Uraufführungen mehrerer Chorwerke des finnischen Komponisten Jaakko Mäntyjärvi.
Von Spielzeit 2014/15 bis Spielzeit 2019/20 war er Chefdirigent des WDR Rundfunkchors Köln.
Parkman ist Eric-Ericson-Professor für Chordirigieren an der Universität Uppsala. Er ist der ältere Bruder des schwedischen Komponisten Håkan Parkman.

## Ehrungen und Auszeichnungen
- 1997: Ritter des dänischen Dannebrogordens.
- 2002: Chorleiter des Jahres in Schweden.